# Ilaria del Carretto

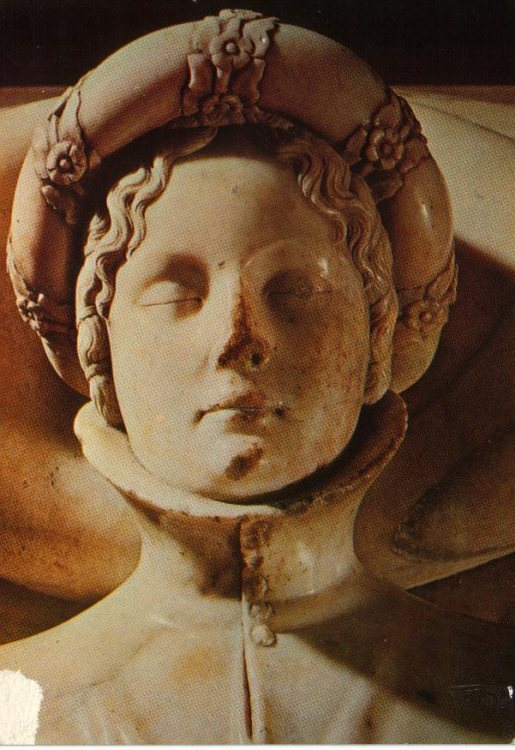
Detalle del sepulcro de Ilaria del Carretto, obra de Jacopo della Quercia (c.1406-1407), situado en la catedral de Lucca.

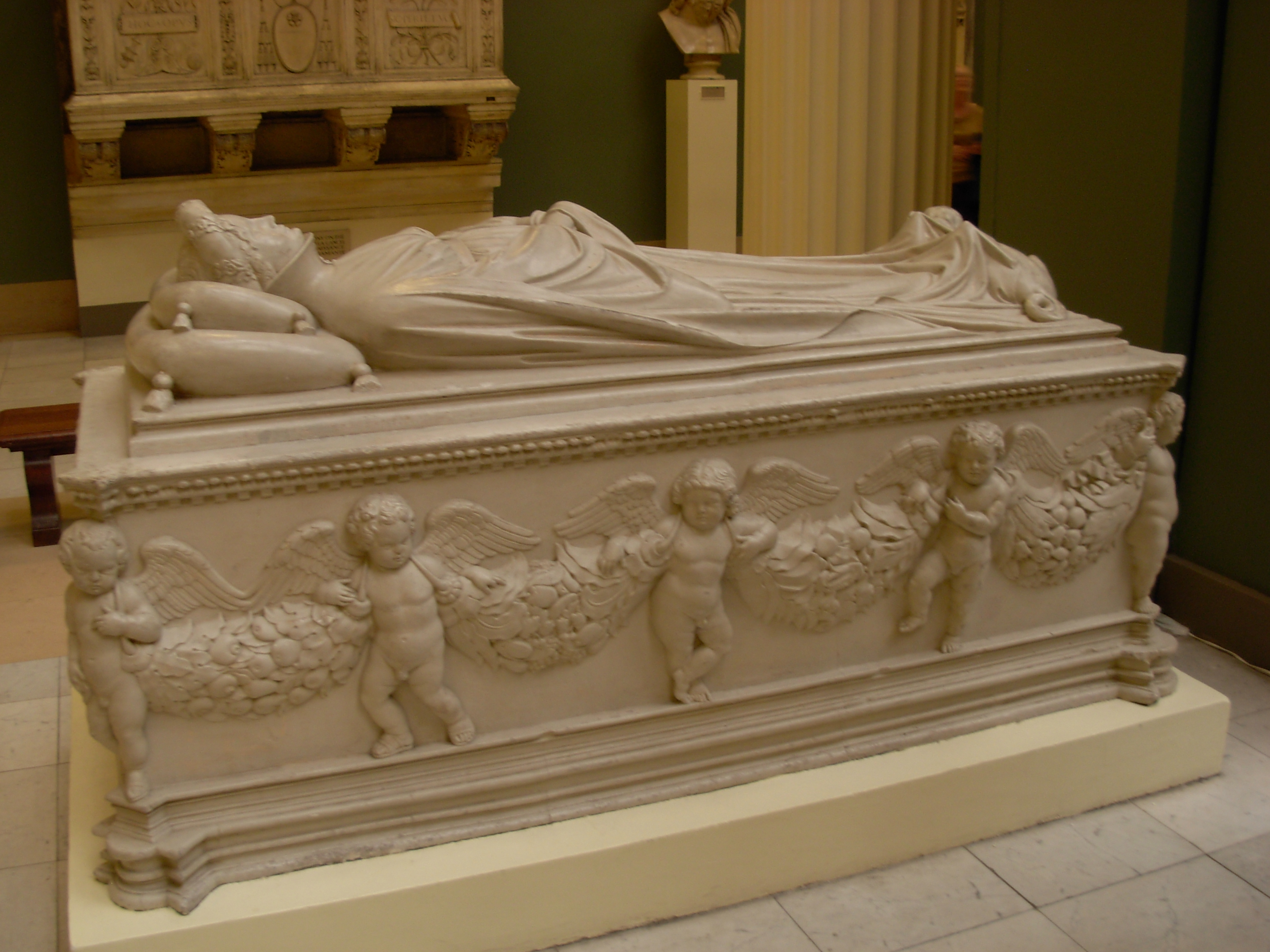
Sepulcro de Ilaria del Carretto.

Ilaria del Carretto (Zuccarello, 1379-Lucca, 1405) fue una noble italiana. Pertenecía al linaje de los marqueses de Savona. Era hija de Carlo I del Carretto, desde 1397 primer marqués Del Carretto de Zuccarello. En 1403, con veinticuatro años, se casó con el señor de Lucca, Paolo Guinigi: era su cuarta esposa y con él tuvo dos hijos, Ladislao e Ilaria. Durante el parto de esta última, en 1405, Ilaria del Carretto murió.
Su esposo encomendó al escultor Jacopo della Quercia una estatua funeraria que se conserva en la catedral de Lucca. Se trata de la obra maestra de este escultor y una de las más famosas del Renacimiento italiano. El monumento se colocó en una capilla privada y quizá pertenecía a un conjunto escultórico más amplio, pero los avatares posteriores modificaron su aspecto original. La escultura representa a Ilaria del Carretto yacente con un pequeño perro a sus pies, símbolo de la fidelidad conyugal. Los relieves de la base muestran unos putti con guirnaldas. Toda la obra escultórica tiene una gran delicadeza y elegancia. 
Tras la caída en desgracia y expulsión de la ciudad de Paolo Guinigi en 1430, el sepulcro fue modificado: se le arrancaron los relieves laterales de los putti y fue colocado cerca de la sacristía. En 1488 unos artista locales realizaron una nueva decoración lateral. Actualmente, se han recuperado y reintegrado los relieves de Della Quercia. El monumento fúnebre se puede visitar en la sacristía de la catedral.

## Poemas
La figura de Ilaria del Carretto y, en especial, la escultura de Jacopo della Quercia, ha inspirado a numerosos poetas, como a Gabriele D'Annunzio (en el poema dedicado a la ciudad de Lucca en su obra Elettra, 1903), Salvatore Quasimodo («Davanti al simulacro d'Ilaria del Carretto» en su obra Ed è subito sera, 1942), Pier Paolo Pasolini («L'Appennino», publicado en el libro Las cenizas de Gramsci, 1957), Luis Javier Moreno («Escultura yacente de Ilaria del Carretto») o David Ferrer García («Visita al sepulcro de Ilaria del Carretto»).